# Jadua
Jadua (também Jeddus ou Jad) foi o sumo-sacerdote de Israel na época que Alexandre, o Grande estava conquistando a Pérsia.
Após haver tomado Damasco e Sidon, e durante o cerco a Tiro, Alexandre enviou uma mensagem a Jadua, sumo sacerdote, com três demandas: que Israel fornecesse tropas, que permitisse livre trânsito entre o exército macedônio e Jerusalém e que fosse-lhe dada toda a ajuda, assim como eles haviam dado a Dario III. A carta vinha acompanhada de uma sugestão de que o sumo sacerdote deveria pensar bem se era melhor estar do lado do vencedor ou do lado do vencido.
A resposta foi que, como os judeus haviam se aliado aos persas através de um juramento a Deus, eles não poderiam trair esta aliança, lembrando que, no passado, sempre que eles romperam um juramento, foram punidos severamente por Deus, como quando Zedequias perjurou após haver se comprometido com os babilônios.
Alexandre poderia ter aceito a explicação, mas foi convencido por Sambalate, governador de Samaria, de que os judeus não estavam agindo assim por serem leais, mas por serem traiçoeiros; ao mesmo tempo, os samaritanos, em massa, desertaram Dario e se passaram para o lado de Alexandre. Sambalate era o sogro de Manassés, irmão de Jadua; Manassés havia sido um sacerdote, mas foi banido por se casar com uma samaritana, e estava tentando construir um templo, para rivalizar com o templo de Jerusalém, no Monte Gerizim.
Em 332 a.C., logo após haver capturado e pilhado Tiro, cujos habitantes foram massacrados e vendidos como escravos, Alexandre, cheio de cólera, decidiu-se a punir os judeus, e avançou com o exército contra Jerusalém. Jadua reuniu toda a nação para buscar a presença de Deus, suplicando seu socorro contra a fúria do grande imperador. Assim o Senhor lhe concedeu um sonho, ao qual o sumo sacerdote em obediência, mesmo sabendo que a intenção de Alexandre era castigar o povo judeu, vestiu-se esplendorosamente de linho branco, deixando as portas de Jerusalém abertas, para recebe-lo.
Os judeus, porém, em vez de entrarem em pânico, se prepararam como se houvesse uma grande festa, decorando as ruas e se vestindo com as roupas de festa. Assim que Alexandre chegou, ficou deslumbrado com a visão, desmontou do seu cavalo, e se prostrou diante do sumo sacerdote Jadua, dizendo "Bendito seja esse deus que tem você como servo!" Quando Parmênio, um de seus oficiais favoritos, questionou Alexandre porque, sendo ele um conquistador orgulhoso, mostrava reverência ao sacerdote judeu, Alexandre respondeu que, antes de iniciar a campanha, tinha tido um sonho cujo homem, vestido em linho branco, o comandava a sair imediatamente da Grécia e iniciar sua campanha pois a Pérsia seria entregue em suas mãos, e que este homem era o sacerdote Jadua.
Alexandre permaneceu alguns dias em Jerusalém, conheceu e ofereceu sacrifícios à Deus no templo, ouviu as profecias de Daniel (Daniel 8:5) e fez várias concessões aos judeus, exigindo apenas que os judeus que nascessem naquele ano em Jerusalém fossem chamados de Alexandre, e que os judeus passassem a contar os anos a partir da Era de Alexandre, que começou no dia em que ele havia começado a reinar, em 1 de outubro de 312 a.C..
Alexandre apontou Andrômaco como governador da Judeia, mas os samaritanos assassinaram o governador, e foram punidos com execuções e exílio, e Samaria foi repopulada com macedônios.
Jadua foi o pai de Onias, que foi sumo sacerdote por volta do ano 322 a.C..